# Тимей (греческий грамматик)
У слова Тимей существуют и другие значения, см. Тимей (значения).
Тимей — греческий грамматик, софист, живший в III в. н. э. (по другим данным, между I и IV веками н. э.); составил глоссарий (Lexicon) к Платону, часть которого сохранилась до настоящего времени. При создании глоссария использовал более ранние источники, которые не сохранились. В позднее время глоссарий многократно редактировался, в том числе дополнялся словами, не имевшими отношения к Платону или его философии.
Подробное изучение глоссария опубликовал в 1754 году Давид Рункен, переработанное издание выпустил в 1828 году Георг Кох.